# Karsznice (województwo świętokrzyskie)
Karsznice – wieś sołecka w Polsce położona w województwie świętokrzyskim, w powiecie jędrzejowskim, w gminie Małogoszcz.
W latach 1975–1998 miejscowość administracyjnie należała do województwa kieleckiego.

## Części wsi
| SIMC    | Nazwa   | Rodzaj  |
| ------- | ------- | ------- |
| 0249099 | Jaców   | osada   |
| 0249076 | Jelonek | kolonia |
| 0249082 | Stoki   | osada   |

## Historia
Karsznice, w dokumentach „ Karsnicta”. Według dokumentu z r. 1262 dziesięciny oddawano klasztorowi miechowskiemu. Jest to gniazdo rodowe Karsznickich, którzy w r. 1536 posiadają przylegle wsi: Rembieszyce, Mieronice i Wolę Tesserową.
Dobiesław Karsznicki płacił z Karsznic od 12 półłanków, z których 5 uprawiali kmiecie, a 7 włączył dziedzic do folwarku i osadził na nich zagrodników. Był tu dwór, folwark, lasy i pasieki, 3 małe sadzawki, brzeg rzeki Nidy z łąkami. Wieś wyceniono wówczas na 260 grzywien.
Spis z roku 1827 wykazał 22 domy i 227 mieszkańców
Według spisu powszechnego z 1921 we wsi Karsznice w ówczesnej gminie Złotniki było 78 domów 428 mieszkańców, w folwarku 2 domy 25 mieszkańców.